# V (альбом Ванессы Хадженс)
| Оценки критиков | Оценки критиков                                                          |
| Источник        | Оценка                                                                   |
| --------------- | ------------------------------------------------------------------------ |
| Allmusic        | 3 из 5 звёзд · 3 из 5 звёзд · 3 из 5 звёзд · 3 из 5 звёзд · 3 из 5 звёзд |
| MSN Music       | [ 1 ]                                                                    |
| Rhapsody Music  | (positive)                                                               |

V — дебютный студийный альбом американской певицы Ванессы Хадженс. В США вышел 26 сентября 2006 года. За первую неделю было продано 34 000 копий альбома. В феврале 2007 года альбом был сертифицирован Золотым по данным RIAA. В августе 2009 года в Соединенных Штатах было продано 570 000 копий альбома. В поддержку альбома Ванесса совершила концертные туры The Party’s Just Begun Tour и «Классный мюзикл: Концерт».
Ванесса Хадженс заявила, что название альбома расшифровывается как «Ванесса», но его название также можно интерпретировать как смесь жанров и стилей.

## Список композиций
| №                   | Название                     | Автор(ы)                                                 | Продюсер(ы)                    | Длительность |
| ------------------- | ---------------------------- | -------------------------------------------------------- | ------------------------------ | ------------ |
| 1.                  | «Come Back to Me»            | Antonina Armato, Tim James, Peter Beckett, J. C. Crowley | Armato, James                  | 2:47         |
| 2.                  | «Let Go»                     | A. Bojanic, E. Hooper, I. Levan                          | Wizards of Oz                  | 2:48         |
| 3.                  | «Say OK»                     | Arnthor Birgisson, Savan Kotecha                         | Arnthor                        | 3:41         |
| 4.                  | «Never Underestimate a Girl» | Matthew Gerrard, Robbie Nevil                            | Gerrard                        | 3:01         |
| 5.                  | «Let's Dance»                | Gerrard, Jonas Jeberg, Bridget Benenate                  | Gerrard, Jay Jay               | 2:52         |
| 6.                  | «Drive»                      | Leah Haywood, David Norland                              | Norland, Daniel James, Hayhood | 3:25         |
| 7.                  | «Afraid»                     | James, Haywood, Bradley Spalter                          | James, Haywood                 | 3:17         |
| 8.                  | «Promise»                    | James, Haywood, Shelly Peiken                            | James, Haywood                 | 3:16         |
| 9.                  | «Whatever Will Be»           | Kotecha, Carl Falk, Jake Shultze                         | Kent Larsson, AJ Junior        | 3:47         |
| 10.                 | «Rather Be with You»         | Bojanic, Hooper                                          | Wizards of Oz                  | 3:33         |
| 11.                 | «Psychic»                    | Johnny Vieira                                            | Vieira                         | 3:01         |
| 12.                 | «Lose Your Love»             | Vieira                                                   | Vieira                         | 3:01         |
| Общая длительность: | Общая длительность:          | Общая длительность:                                      | Общая длительность:            | 38:28        |

| №   | Название        | Автор(ы)              | Продюсер(ы)   | Длительность |
| --- | --------------- | --------------------- | ------------- | ------------ |
| 13. | «Too Emotional» | Armato, James, Scappa | Armato, James | 2:50         |
| 14. | «Drip Drop»     | Alex Cantrall         | Cantrall      | 3:38         |

| №                   | Название                                      | Автор(ы)                | Продюсер(ы)                     | Длительность |
| ------------------- | --------------------------------------------- | ----------------------- | ------------------------------- | ------------ |
| 13.                 | «Too Emotional»                               | Armato, James, Scappa   | Armato, James                   | 2:50         |
| 14.                 | «Drip Drop»                                   | Cantrall                | Cantrall                        | 3:38         |
| 15.                 | «Don’t Talk»                                  | Armato, James, Scappa   | Armato, James                   | 2:37         |
| 16.                 | «Make You Mine»                               | Gerrard, Kara DioGuardi | Gerrard                         | 3:42         |
| 17.                 | «Come Back to Me» (Chris Cox Remix Radio Mix) | Armato, James           | Armato, James, Beckett, Crowley | 4:23         |
| 18.                 | «Come Back to Me» (Chris Cox Remix Club Mix)  | Armato, James           | Armato, James, Beckett, Crowley | 9:26         |
| Общая длительность: | Общая длительность:                           | Общая длительность:     | Общая длительность:             | 65:04        |

| №                   | Название                                      | Длительность |
| ------------------- | --------------------------------------------- | ------------ |
| 1.                  | «Come Back to Me» (Music video)               | 2:49         |
| 2.                  | «Say OK» (Music video)                        | 3:39         |
| 3.                  | «Come Back to Me» (Music video; live version) | 2:56         |
| 4.                  | «Say OK» (Music video; live version)          | 3:28         |
| 5.                  | «Vanessa Hudgens Interview»                   | 3:08         |
| Общая длительность: | Общая длительность:                           | 16:00        |

Sample credits
- «Come Back to Me» contains a sample from «Baby Come Back» as performed by «Player».

## Релиз
| Регион          | Дата             | Лейбл                 |
| --------------- | ---------------- | --------------------- |
| США             | 26 сентября 2006 | Hollywood Records     |
| Бразилия        | 30 октября 2006  | Universal Music Group |
| Италия          | 1 декабря 2006   | EMI                   |
| Великобритания  | 4 декабря 2006   | Angel Records         |
| Германия        | 9 февраля 2007   | EMI                   |
| США (бонус DVD) | 10 июня 2008     | Hollywood             |

## Чарты
| Чарт (2006-07)            | Высшая позиция |
| ------------------------- | -------------- |
| Argentina Albums Chart    | 17             |
| Brazilian Top 30 CD Sales | 10             |
| French Albums Chart       | 59             |
| Irish Albums Chart        | 27             |
| Italian Albums Chart      | 42             |
| Japanese Albums Chart     | 43             |
| New Zealand Albums Chart  | 35             |
| UK Albums Chart           | 86             |
| US Billboard 200          | 24             |

## Над альбомом работали[18]
| - Вокал: Ванесса Хадженс - Бэк-вокал: Ванесса Хадженс, Ульрика Люндквист, Бриджет Бененейт, Char Licera, Анна Норделл, Жанетт Олссон, Кили Прессли, Dionyza Sutton, Леа Хэйвуд - Клавишные: Мэттью Жерар, Леа Хэйвуд - Baixo: Джек Дейли - Гитара: Тайрон Джонсон, Скотт Джейкоби, Дэниел Джеймс, Тим Пирс, Мэттью Жерар, Даррен Эллиотт - Piano: Mattias Bylund. - Скрипка: Martin Bylund. - Альт: Irene Bylund. - Ударные: Брэдли Полан, Джей Джей | - Исполнительные продюсеры: Джон Линд, Мио Вукович, Джонни Виейра - Vocal production: Антонина Армато, Тим Джеймс, Wizard of Oz, Эртнор, Мэттью Жерар, Джей Джей, Дэвид Норлэнд, Леа Хэйвуд, Дэниел Джеймс, Кент Ларссон, Эй Джей Джуниор и Джонни Виейра. - Additional production: Леа Хэйвуд и Дэниел Джеймс (треки 11, 12). - Vocal arrangement: Дэвид Норлэнд, Леа Хэйвуд и Дэниел Джеймс - Инженеры: Найджел Лундемо, Брайан Ривз, Wizard of Oz, Джейк Дэвис и Бен Эггехорн - Coordenação: Джон Линд и Мио Вукович - Artistic direction and design: Энни Джу - A&R: Джон Линд и Мио Вукович - Mixed: Serban Ghenea. - Фотограф: Эндрю Макферсон. |